# Боровец при Кочевски Реки
Боровец при Кочевски Реки (словен. Borovec pri Kočevski Reki) је насељено место у општини Кочевје, регија Југоисточна Словенија, Словенија.

## Историја
До територијалне реорганизације у Словенији био је у саставу старе општине Кочевје.

## Становништво
У попису становништва из 2011. године, Боровец при Кочевски Реки је имао 51 становника.
| Број становника према пописима | Број становника према пописима | Број становника према пописима |
| ------------------------------ | ------------------------------ | ------------------------------ |
| 1991                           | 2002                           | 2011                           |
| 50                             | 57                             | 51                             |

Напомена: До 1953. исказивано под именом Боровец. Године 1953. повећана је за насеља Ајбик, Драга, Инлауф, Плеш и Равне, која су укинута.